# Helsingborgs lärlingsgymnasium
Helsingborgs lärlingsgymnasium är en kommunal gymnasieskola i centrala Helsingborg. Den  invigdes hösten 2017 då staden samlade elva gymnasiala yrkesprogram i nyrenoverade lokaler.
Lärlingsutbildning inom gymnasieskolan är ett alternativ till yrkesskolan som har funnits  sedan 2011. Eleverna utbildar sig  minst halva tiden på en arbetsplats med en utbildad handledare och läser gymnasieämnen på skolan. Utbildningen ger grundläggande behörighet till högskola och yrkeshögskola, men kan också leda till en anställning direkt efter examen.
Skolan har följande yrkesprogram:
- Barn- och fritidsprogrammet
- Bygg- och anläggningsprogrammet
- El- och energiprogrammet
- Fordons- och transportprogrammet
- Försäljnings- och serviceprogrammet
- Hantverksprogrammet
- Hotell- och turismprogrammet
- Industritekniska programmet
- Restaurang- och livsmedelsprogrammet
- VVS- och fastighetsprogrammet
- Vård- och omsorgsprogrammet